# Grovsjöbrännan
Grovsjöbrännan är ett naturreservat i Åsele kommun i Västerbottens län.
Området är naturskyddat sedan 2009 och är 128 hektar stort. Reservatet omfattar toppen och sydöstra sluttningen av höjden Grovsjöbrännan med mindre våtmarker i öster. Reservatet består av granskog med inslag av lövträd.